# Trittkarre

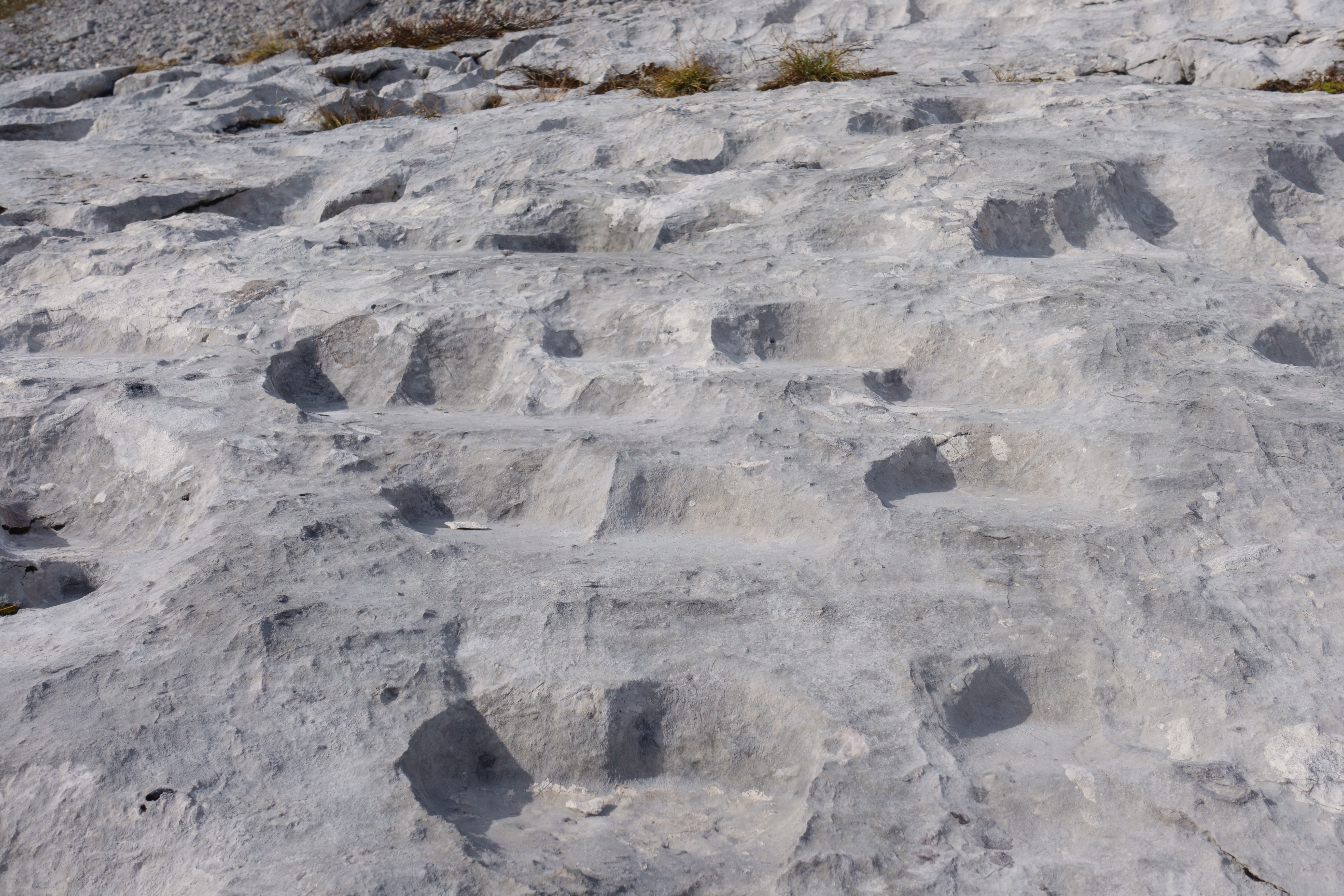
Trittkarren im Dachsteinkalk, In den Karen, Totes Gebirge

Trittkarren sind Karrenstrukturen zweiter Ordnung. Sie entstehen durch Kohlensäureverwitterung an leicht geneigten Oberflächen in Karstgesteinen.

## Geschichte
Der Begriff Trittkarre (engl. trittkarren, step karren oder heelprint karren) wurde 1960 von Alfred Bögli eingeführt. Er bezeichnete hiermit trittartige Lösungsstrukturen, die treppenähnlich schwach geneigte Felsoberflächen überziehen. Bereits E. und A. Chaix hatten diese Struktur 1907 erstmals wissenschaftlich beschrieben. Weitere Bearbeiter waren dann F. Bauer (1962), J. N. Jennings (1971), M. M. Sweeting (1972) und G. Soares de Carvalho (1975). Eine neuere Arbeit stammt von Márton Veress. Der englische Begriff step karren geht auf F. Werner (1975) zurück, heelprint karren auf A. Bögli (1980).

## Beschreibung
Die Höhe der einzelnen Tritte schwankt gewöhnlich zwischen einem und zehn Zentimeter, mit einem Maximum zwischen drei und fünf Zentimeter. Sie sind parallel zu den Höhenkonturen der leicht einfallenden Oberfläche angeordnet. Die Trittbreite liegt zwischen zwei und 25 Zentimeter, kann aber in seltenen Fällen bis zu hundert Zentimeter erreichen. Die die Tritte nach hinten abschließenden Stufen bestehen aus einer Aneinanderreihung von bogenförmigen Segmenten. Die gerundeten Segmente umgeben ähnlich einem Amphitheater jeweils den einzelnen Tritt, dem eine leicht abfallende, frei liegende Rampenfläche vorgelagert ist (engl. foreground). Mit zunehmendem Einfallswinkel der Oberfläche verringert sich die Trittbreite und die Stufen rücken folglich näher aneinander.

### Varietäten

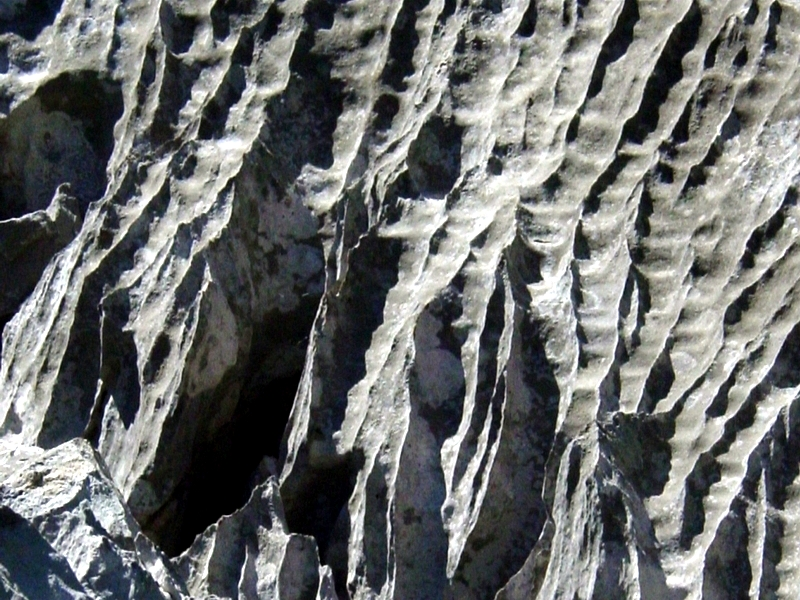
Auf steilem Rinnenkarst sekundär gebildete Trittkarren, Karst Italiens

Bei Trittkarren können folgende Varietäten unterschieden werden:
- Embrionische Trittkarren: Sie sind wesentlich kleiner als voll entwickelte Trittkarren. Ihre Stufen sind aber meist wesentlich stärker gebogen und die Tritte vergleichsweise breiter.
- Nischenkarren: Sie besitzen sehr breite Tritte bei gleichzeitig niedriger Stufe. Die individuellen Stufenelemente koaleszieren und können im Extremfall vollkommen in sich abgeschlossene Einheiten bilden, die von echten Kamenitzas dann nur noch schwer zu unterscheiden sind.
- Trichterkarren: Sie bestehen aus einer trichterförmigen Stufe, der Tritt ist bei ihnen abhandengekommen.
- Uvala Trittkarren: Bei ihnen verschmelzen individuelle Stufensegmente miteinander.
- Rippelkarren: Ihre Stufen sind geradlinig. Sie sind bisher nur im Marmor bekannt.
- Step Trittkarren: Sie sind halbkreisförmig und entwickeln sich in der Nähe oder am Rand von Kluftkarren und Schächten.
- Tetraederkarren: Sie verfügen nur über Tritte und kommen auf sehr steilen Oberflächen vor. Es ist durchaus möglich, dass sie auch eine Spezialform von Spitzkarren darstellen.

## Vorkommen
Neben ihrem weit verbreiteten Vorkommen in Kalken und dolomitischen Gesteinen werden Trittkarren auch aus Marmoren und Gipsgesteinen beschrieben. Selbst in Sandsteinen können sie beobachtet werden.
Trittkarren bilden sich nicht nur auf freien Felsoberflächen, sie entstehen auch auf Ausgleichsflächen, in Rinnenkarren, auf dem Grat zwischen individuellen Rinnen und sogar in größeren Kamenitzas.
Haserodt (1965) hat sie noch auf 1900 bis 2200 Meter Höhe in den Alpen angetroffen.

## Entstehung
Die den Höhenkonturen parallelen Trittkarren liegen transversal zu dem über die geneigte Oberfläche gleitenden Flüssigkeitsfilm. Zweifellos sind dessen Strömungen für das Entstehen der Trittkarren verantwortlich, welche Faktoren jedoch das Auftreten und die räumliche Anordnung der Trittkarren im Einzelnen bestimmen, bleibt weiterhin unklar. Die Abnahme der Trittbreite mit zunehmendem Einfallswinkel deutet auf überkritische Strömungen, charakterisiert durch die in ihnen entstehenden transversalen Sedimentrippen (engl. transverse ribs).
Sinterterrassen an heißen Quellen sind sehr ähnlich aufgebaut.